# Democracia Proletaria
Democracia Proletaria (Democrazia Proletaria) (DP) fue un partido político italiano.
Fue fundado en 1975 como un frente común electoral del Partido de Unidad Proletaria (PdUP), Vanguardia Obrera (AO) y Movimiento Trabajadores por el Socialismo (MLS), a los que se unieron otras organizaciones comunistas.
DP participó en las elecciones generales de 1976 obteniendo 556.022 votos (1,51%) y 6 escaños en la Cámara de Diputados. El 13 de abril de 1978, DP se transformó en un partido político. La iniciativa de hacer de DP un partido político real vino de la mano del un sector minoritario de PdUP dirigido por el periodista Vittorio Foa y Silvano Miniati, la mayoría de AO dirigida por Massimo Gorla y Luigi Vinci, y la Liga de los Comunistas de Romano Luporini.
La figura principal de DP fue el carismático Mario Capanna, un antiguo líder estudiantil ligado a la nueva izquierda de 1968. Sus principales bastiones fueron las ciudades industriales del norte de Italia, región que tenía una fuerte tradición de izquierda. DP se opuso al llamado compromiso histórico entre el Partido Comunista Italiano (PCI) y la democracia cristiana.
Durante la campaña electoral de 1979 Peppino Impastato, un destacado militante de DP en Sicilia, fue asesinado por la mafia. En las elecciones al Parlamento Europeo de 1979, DP obtuvo un eurodiputado.
En la elecciones generales italianas de 1983 DP obtuvo 542.039 votos (1,47%) y 7 escaños en la Cámara de Diputados; en las de 1987 obtuvo 642.161 votos DP (1,66%) y 8 escaños en la Cámara de Diputados, y 493.667 votos (1,52%) y un escaño en el Senado.
En 1987 Capanna renunció a su cargo, y Giovanni Russo Spena se convirtió en secretario de DP. Dos años más tarde, DP sufrió la escisión de un grupo sección dirigido por Capanna que presentó su propia lista de cara a las elecciones al Parlamento Europeo, llamada Verdes Arcoíris.
El 9 de junio de 1991, el Congreso de DP decidió unirse al Movimiento de Refundación Comunista, que se convirtió tiempo después en el Partido de la Refundación Comunista (PRC). 

## Resultados electorales
| Cámara de Diputados |               |      |         |     |               |
| Año electoral       | Votos         | %    | Escaños | +/– | Líder         |
| 1976                | 557.025 (#7)  | 1,52 | 6/630   |     | Mario Capanna |
| 1979                | 294.462 (#10) | 0,80 | 0/630   | 6   |               |
| 1983                | 542.039 (#9)  | 1,47 | 7/630   | 7   | Mario Capanna |
| 1987                | 641.901 (#10) | 1,66 | 8/630   | 1   | Mario Capanna |

| Senado de la República |         |      |         |             |               |
| Año electoral          | Votos   | %    | Escaños | +/–         | Líder         |
| 1976                   | 78.170  | 0,25 | 0/315   |             | Mario Capanna |
| 1979                   | 44.094  | 0,14 | 0/315   |             |               |
| 1983                   | 327.750 | 1,05 | 0/315   |             | Mario Capanna |
| 1987                   | 493.667 | 1,52 | 1/315   | Crecimiento | Mario Capanna |